# Вилкер, Жозе
Жозе́ Вилкер (порт. José Wilker de Almeida; 20 августа 1944 — 5 апреля 2014) — бразильский актёр и режиссёр, продюсер, журналист.

## Биография
Родился 20 августа 1944 года. C раннего детства любил литературу, и очень хотел изучать кинематограф, мечтая стать сценаристом. Впервые появился на экране в 1965 году в эпизодической роли в фильме «Фолесида», много писал для театра, участвовал в постановках, а с 1971 года стал регулярно сниматься в теленовеллах.
Скончался 5 апреля 2014 года в возрасте 69 лет от инфаркта в собственном доме в Рио-де-Жанейро.

## Творчество
В России Жозе Вилкер известен благодаря телесериалам, в которых активно снимался с начала 1970-х годов. Запомнились роли Марсело Росси в сериале «Новая жертва» и Валдомиру Серкиера в сериале «Нежный яд». Также принимал участие в других теле и видео- проектах телекомпании «Глобу». Особую популярность на родине и за рубежом Вилкер приобрёл, снявшись в главной роли в сериале «Роки-святоша» (1985).
Также он вёл рубрику «Бразильская периодика» в журнале «Культура», писал для «Гламур и знаменитости».

## Семья
Жозе Вилкер был женат три раза. Все три супруги были актрисами. Первой женой была Рене де Вильмонд. Второй брак был с Моникой Торреши. Оба брака закончились разводом. Последней супругой Жозе стала Гильермина Гинли. У Жозе Вилкера осталось две дочери.

## Фильмография
- 2015 — Дуэль — Шику Пашеку (фильм вышел на экраны после смерти актёра)
- 2014 — Изолированный
- 2013 — Дом мамы Жоаны 2 — Жука
- 2013 — Джованни Импротта — Джованни Импротта
- 2013 — Любовь к жизни — Эрберт Маркеш
- 2012 — Габриэла — Жезуино Мендоса
- 2010 — Любимчик — Зека Диабу
- 2009 — Срочная посадка — Фулану
- 2009 — Пятидесятилетние — Даниэль Карвальу
- 2008 — Роман — Данило
- 2008 — Дом мамы Жоаны — Жука
- 2008 — Три сестры —  Августу Пиньейру; Лазару да Ассунсан
- 2007 — Два лица —  Франсиску Масиейра
- 2004 — Хозяйка судьбы —  Джованни Импротта
- 2001 — Мертвец в воде — отец Глории
- 2000 — Almeida Garrett
- 2000 — Muralha —  Диегу
- 2000 — Вилла-Лобос: Страстная жизнь —  Доницетти
- 1999 — Нежный яд —  Валдомиру Серкейра
- 1998 — Трамплин к победе —  Жанкарлу
- 1997 — Guerra de Canudos —  Антониу
- 1997 — Маленький любовный словарь —  Алаор
- 1996 — Salsa e Merengue —  Урбано
- 1996 — Anjo de Mim
- 1996 — Fim do Mundo
- 1995 — Новая жертва —  Марселу Росси
- 1993 — Хищник —  Демостенес
- 1993 — Agosto —  Педру
- 1993 — Renascer —  Жустиниану
- 1992 — Знахарь —  доктор Мигель Орнега
- 1992 — Anos Rebeldes —  Фабиу Андраде Бриту
- 1990 — Filha da Mãe
- 1990 — Mico Preto —  Фредерику
- 1989 — Лучшие дни придут
- 1989 — Doida Demais
- 1989 — Wiezien Rio
- 1988 — Salvador da Pátria —  Жоау Матус
- 1987 — Целуй меня сильно
- 1987 — Поезд к звёздам
- 1987 — Кармен —  Камилу
- 1987 — Corpo Santo
- 1986 — Homem da Capa Preta —  Кавальканти
- 1985 — Roque Santeiro —  Роке
- 1984 — Transas e Caretas —  Тьягу
- 1983 — Bandidos da Falange —  Титу Ливиу
- 1983 — Rei da Vela —  Абелярду Сегунду
- 1982 — Final Feliz —  Родригу
- 1981 — Симпатичный, но обычный
- 1981 — Brilhante —  Освальду; Сидней
- 1980 — Перья и кости —  Ренату
- 1979 — Добрый буржуа
- 1977 — Bye Bye Brasil — лорд Сижану
- 1978 — Профессор Кранц преподаёт в Германии
- 1977 — Diamante bruto
- 1977 — Дона Флор и два её мужа —  Вадинью
- 1976 — Исповедь молодой вдовы
- 1976 — Шика да Силва —  граф Валадарес
- 1976 — Anjo Mau —  Родригу
- 1975 — Ana a Libertina
- 1975 — Пара —  Жакометти
- 1975 — Gabriela —  Мундиниу Фалкан
- 1974 — Corrida do Ouro —  Фабиу
- 1973 — Кости барона —  Мартинью
- 1973 — Cavalo de Aço —  Атилиу
- 1972 — Inconfidentes —  Тирадентес
- 1972 — Bofe —  Бандейра
- 1971 — Флаг 2 —  Зелиту
- 1970 — Странный треугольник
- 1965 — Умершие

## Награды и премии
- В 1970 году получил премию Мольера как лучший актёр за роль в пьесе O Arquiteto e o emperador da Assiria
- В 2005 году получил награду как лучший актёр за роль Джованни Импротта в сериале «Хозяйка судьбы».